# Folke Rönnblom
Arvid FolkeRönnblom, född 30 augusti 1910 i Furudal, Ore församling, Kopparbergs län, död 16 augusti 1993 i Oscars församling, Stockholm, var en svensk målare och reklamtecknare.
Han var son till sågverksarbetaren Anders Rönnblom och Margareta Löv och från 1940 gift med Stina Margit Alice Tängh. Rönnblom studerade vid reklamlinjen vid Tekniska aftonskolan i Stockholm 1932–1934 samt under studieresor till Nederländerna och Frankrike. Han vistades som stipendiat på San Michele i Italien 1957. Tillsammans med Sven Wejstad ställde han ut på Eskilstuna konstmuseum 1947 och separat ställde han bland annat ut på konstsalongen Tre kvart i Stockholm och i Södertälje. Han medverkade i samlingsutställningar arrangerade av Sveriges allmänna konstförening. Hans stafflikonst består av porträtt, figurmotiv och stämningsfyllda landskap utförda i akvarell, olja, pastell eller gouache. Han var huvudsakligen verksam som reklamtecknare men utförde även illustrationer för bland annat Östgöta Correspondenten. Makarna Rönnblom är begravda på Ore kyrkogård.